# وارسی ایمنی

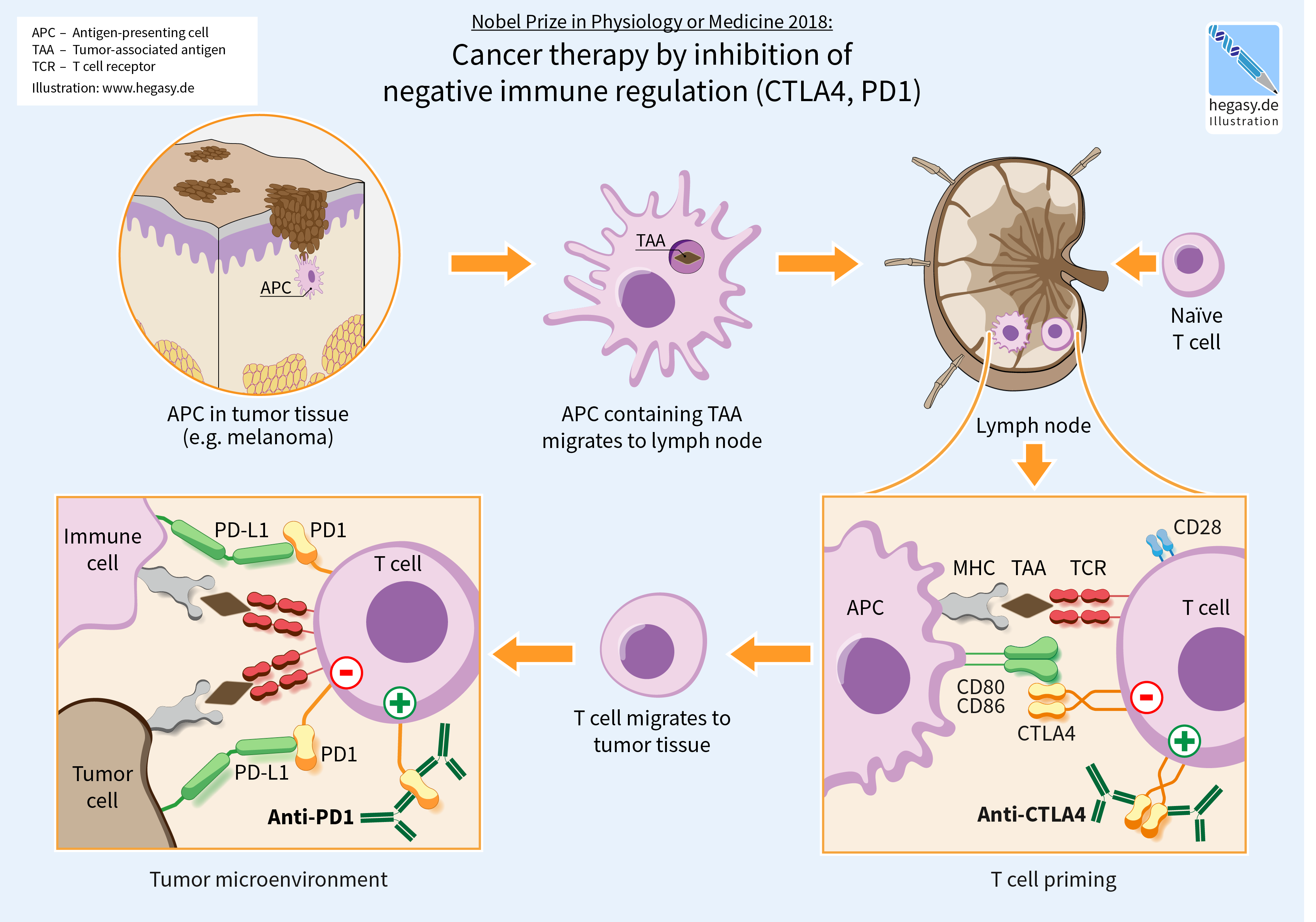
درمان سرطان با استفاده از مهار «تنظیم منفی ایمنی» (PD-1، CTLA-4)

وارسی ایمنی (انگلیسی: Immune checkpoint) یا کنترل ایمنی، تنظیم‌کننده‌های دستگاه ایمنی است. این مسیرها برای خود-تحملی یا تولرانس خودی (self-tolerance) ضروری هستند و اجازه نمی‌دهند دستگاه ایمنی، بدون فرق‌گذاری بین دوست و دشمن، به سلول‌های خودی بدن انسان حمله کنند. با این حال، برخی سلول‌های سرطانی می‌توانند از طریق تحریک مولکول‌های وارسی ایمنی، خود را از حملهٔ دستگاه ایمنی مصون کنند.

## اهداف دارویی
مولکول‌های وارسی ایمنی اهداف دارویی ایمنی‌درمانی در سرطان هستند و به‌طور بالقوه ممکن است در درمان انواع متفاوتی از سرطان به‌کار روند. داروهای «مهارکنندهٔ وارسی ایمنی» امروزی که تأیید شده‌اند، پروتئین‌های PD-1، CTLA-4 و PD-L1 را مسدود می‌کنند. جیمز پی. الیسن و تاسوکو هونجو بابت پژوهش‌ها و کشفیات‌شان در زمینهٔ علوم پایه و مرتبط با این فرایند، در سال ۲۰۱۸ میلادی برندهٔ جایزه تانگ و جایزه نوبل فیزیولوژی و پزشکی شدند.